# Typhlocaris galilea
Typhlocaris galilea is een garnalensoort uit de familie van de Typhlocarididae. De wetenschappelijke naam van de soort is voor het eerst geldig gepubliceerd in 1909 door Calman.